# Ruschia pallens
Ruschia pallens är en isörtsväxtart som beskrevs av L. Bol. Ruschia pallens ingår i släktet Ruschia och familjen isörtsväxter. Inga underarter finns listade i Catalogue of Life.